# Lipotriches australica
Lipotriches australica är en biart som först beskrevs av Smith 1875.  Lipotriches australica ingår i släktet Lipotriches och familjen vägbin. Inga underarter finns listade i Catalogue of Life.

## Bildgalleri

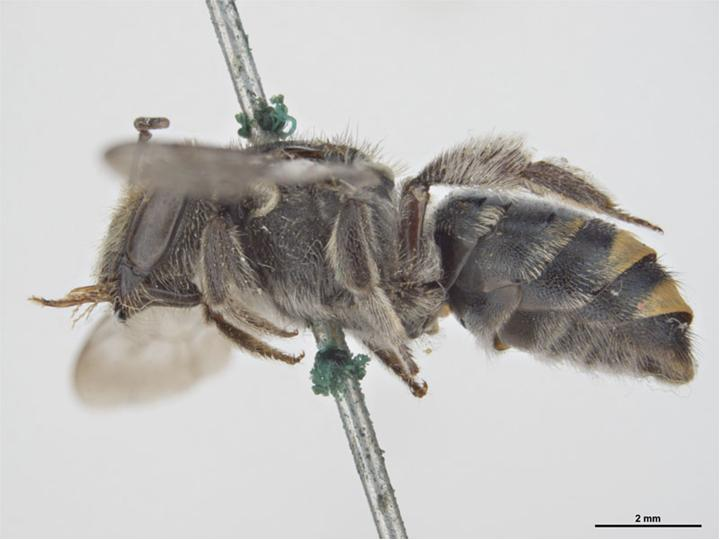
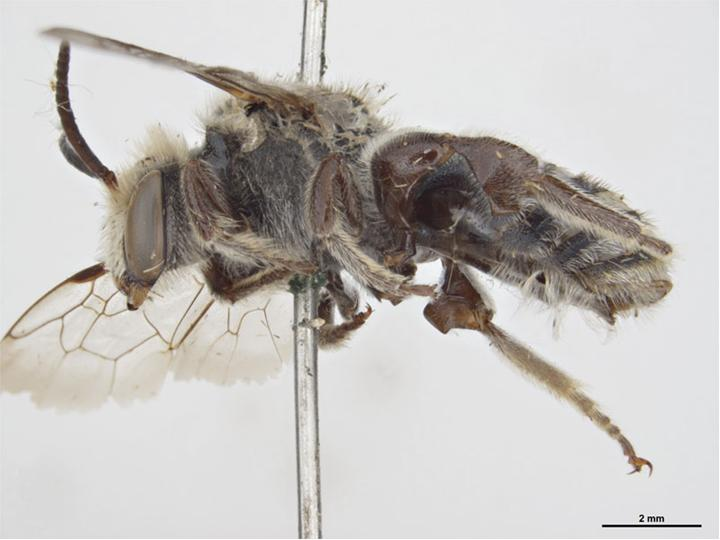
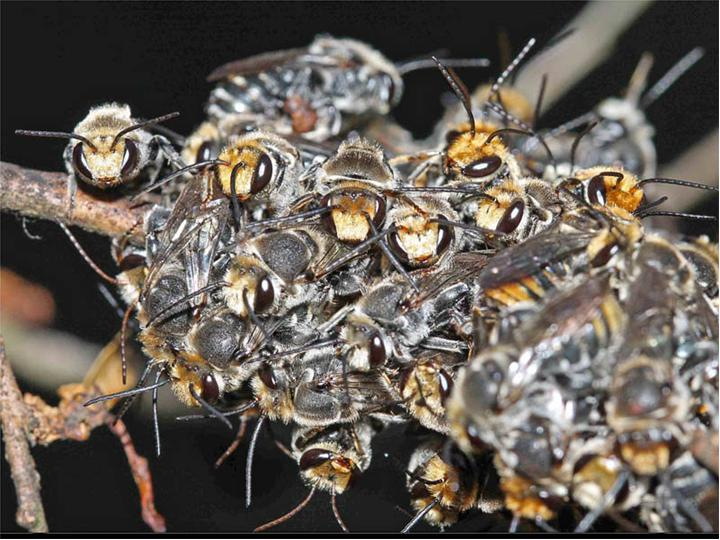